# تپه کشاری ۳
تپه کشاری ۳ مربوط به هزاره سوم قبل از میلاد است و در شهرستان سرباز، بشخ پیشین، دهستان پیشین، ۲ کیلومتری شرق روستای اسحاق آّباد واقع شده و این اثر در تاریخ ۲۷ اسفند ۱۳۸۷ با شمارهٔ ثبت ۲۶۵۲۷ به‌عنوان یکی از آثار ملی ایران به ثبت رسیده‌است.